# Laizy
Laizy település Franciaországban, Saône-et-Loire megyében. Lakosainak száma 595 fő (2022. január 1.). Laizy La Grande-Verrière, Brion, La Comelle, Étang-sur-Arroux, Monthelon és Saint-Léger-sous-Beuvray községekkel határos.

## Népesség
A település népességének változása:
| Lakosok száma | 609  | 591  | 602  | 579  | 585  | 590  | 596  | 592  | 595  |
|               | 2013 | 2015 | 2016 | 2017 | 2018 | 2019 | 2020 | 2021 | 2022 |